# Taťjana Tarasovová

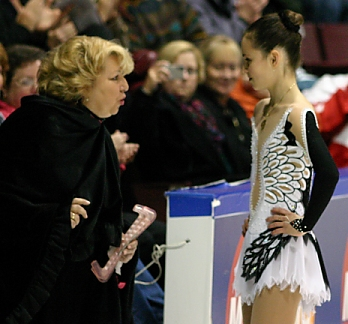
Taťjana Tarasovová koučuje Sashu Cohenovou

Taťjana Anatoljevna Tarasovová (rusky Татьяна Анатольевна Тарасова, * 13. února 1947 Moskva) je ruská krasobruslařská trenérka a choreografka.

## Život
Jejím otcem byl slavný hokejový trenér Anatolij Tarasov.

### Sportovní a trenérská kariéra
Začínala kariéru ve sportovní dvojici s Grigorijem Proskurinem, v roce 1966 vyhráli zimní univerziádu a byli čtvrtí na mistrovství Evropy, ale po zranění musela závodění nechat a stala se trenérkou.
Jejími svěřenci byli např. Alexej Jagudin, Brian Joubert, Evan Lysacek, Sasha Cohenová nebo Mao Asadová. Je nejúspěšnější krasobruslařskou trenérkou všech dob: byla u zisku 41 světových a evropských a 8 olympijských titulů.

### Kariéra v kultuře
Také organizovala a režírovala ledovou revue Všechny hvězdy.

## Ocenění
Obdržela titul zasloužilý trenér SSSR a Řád rudého praporu, v roce 2008 byla uvedena do Síně slávy světového krasobruslení.

## Rodina
Jejím manželem byl klavírista Vladimir Krajněv (1944–2011).